# Charaxes biinclinata
Charaxes biinclinata är en fjärilsart som beskrevs av Van Someren 1969. Charaxes biinclinata ingår i släktet Charaxes och familjen praktfjärilar. Inga underarter finns listade i Catalogue of Life.